# Witold Budryk
Prof. Witold Budryk (ur. 24 lutego 1891 w Białymstoku, zm. 18 listopada 1958 w Krakowie) – polski inżynier górnictwa, naukowiec, profesor zwyczajny Akademii Górniczej, późniejszej Akademii Górniczo-Hutniczej w Krakowie, dziekan Wydziału Górniczego Akademii (1936–1948), rektor AGH (od 1956–1958). Współtwórca teorii opisującej wpływ eksploatacji na zachowanie powierzchni terenu. Napisał 120 prac naukowych opracowanych w 4 językach, autor patentów z zakresu przetwarzania węgla i rud metali, pierwsza osoba ze stopniem naukowym doktora górnictwa w Polsce.

## Życiorys
Studiował górnictwo w Instytucie Górniczym Carycy Katarzyny II w Petersburgu. Ukończył studia inżynierskie w Szkole Politechnicznej we Lwowie i na Politechnice Warszawskiej.  W 1928 roku, jako pierwszy w historii Polski, otrzymał tytuł naukowy doktora górnictwa. Od 1936 był członkiem Akademii Nauk Technicznych. 6 listopada 1939 roku został aresztowany wraz z gronem profesorskim Uniwersytetu Jagiellońskiego przez hitlerowców. Więziony był w obozie koncentracyjnym Sachsenhausen, numer obozowy 5177 blok 46. Zwolnienie z obozu nastąpiło w 1940 roku, 
Dziekan Wydziału Górnictwa w latach (1936-1948), dziekan Wydziału Geologiczno-Mierniczego (1947–1948). Rektor AGH w latach 1956–1958 wybrany przez studentów, podczas strajków studentów AGH w roku 1956. Członek rzeczywisty Polskiej Akademii Nauk – legitymacja nr 29 (30.05.1953)

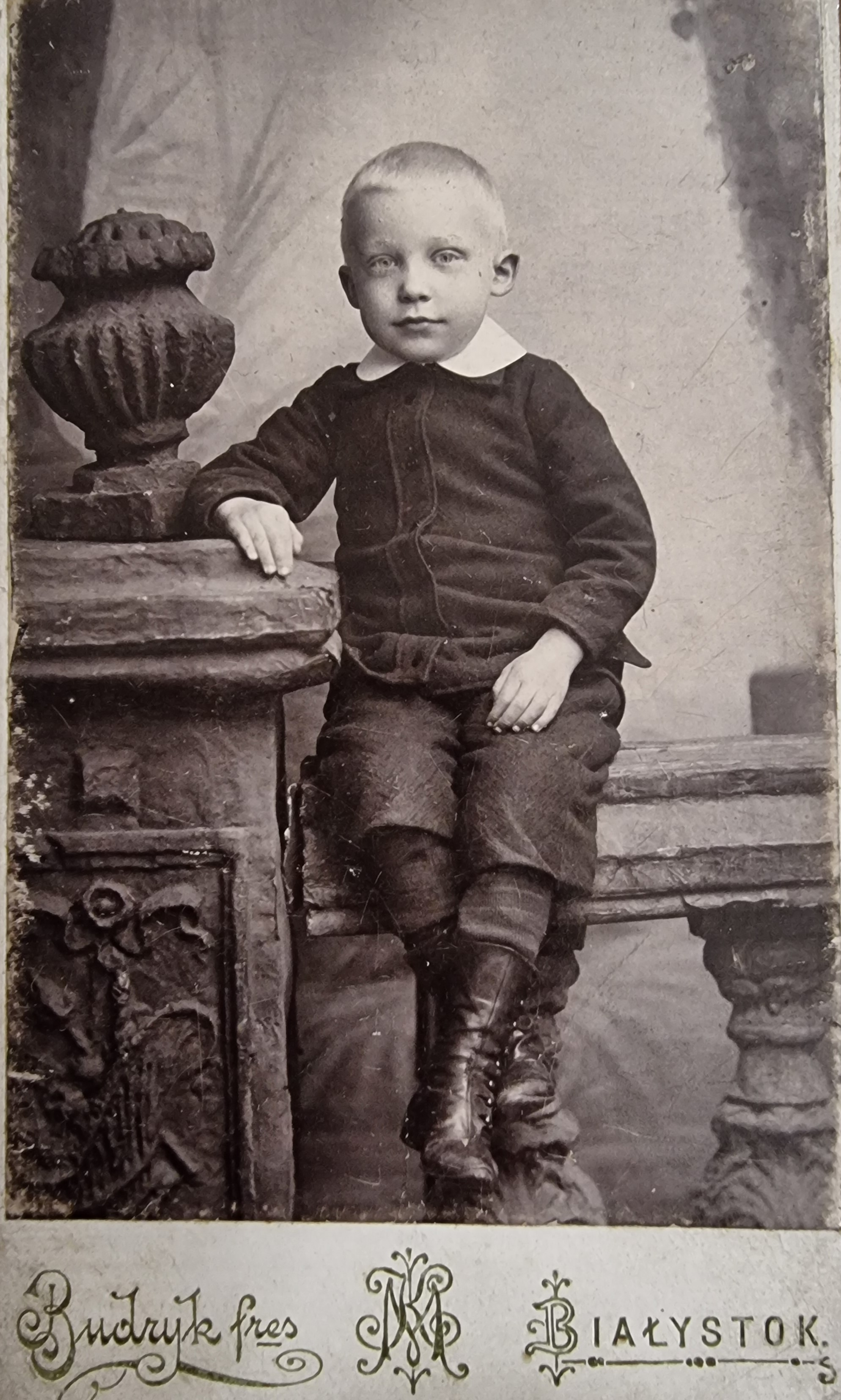
Witold Budryk w wieku dwóch lat, Białystok, 1893
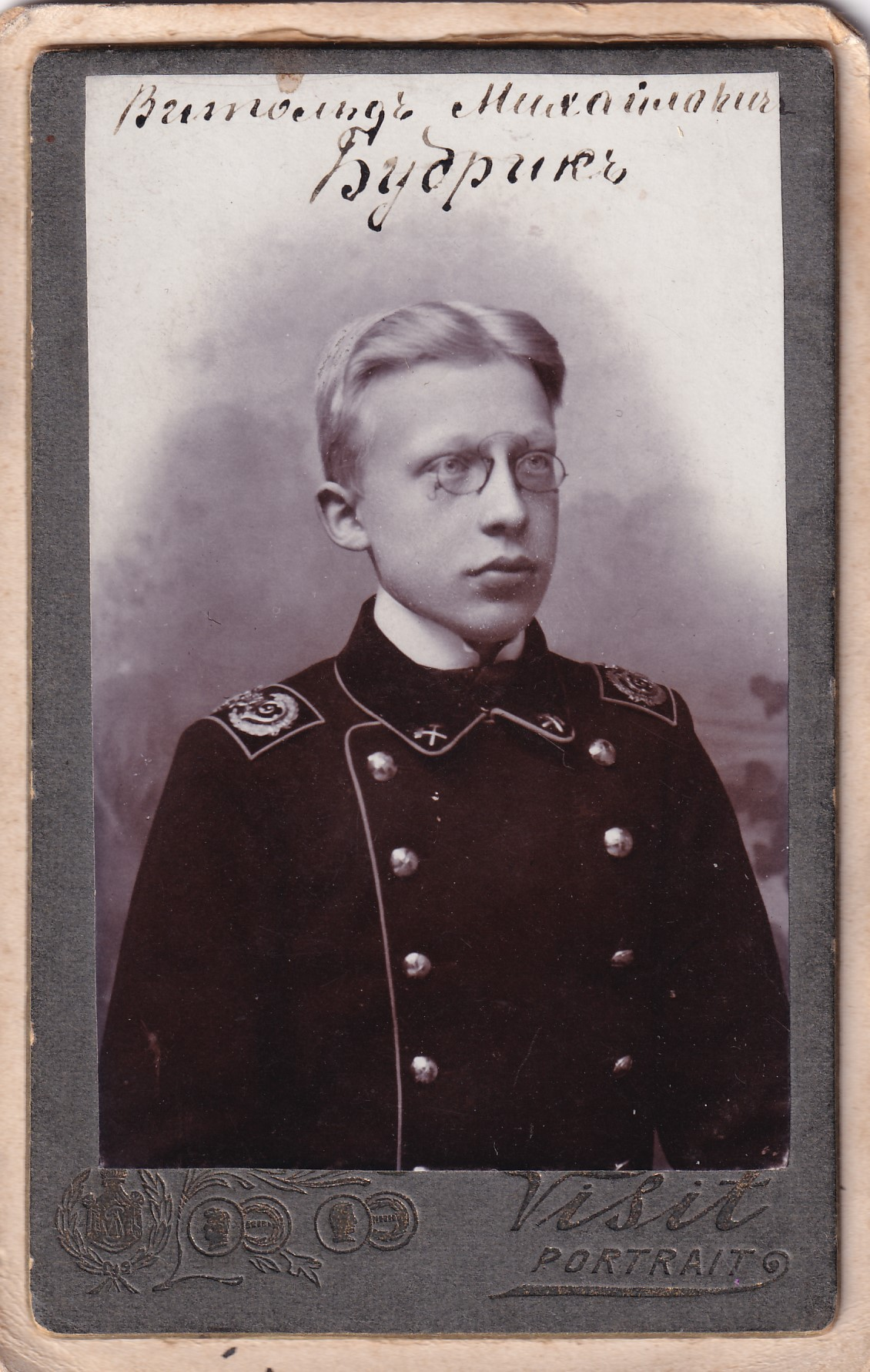
W Wyższej Szkole Górniczej Katarzyny II w Petersburgu, 1908
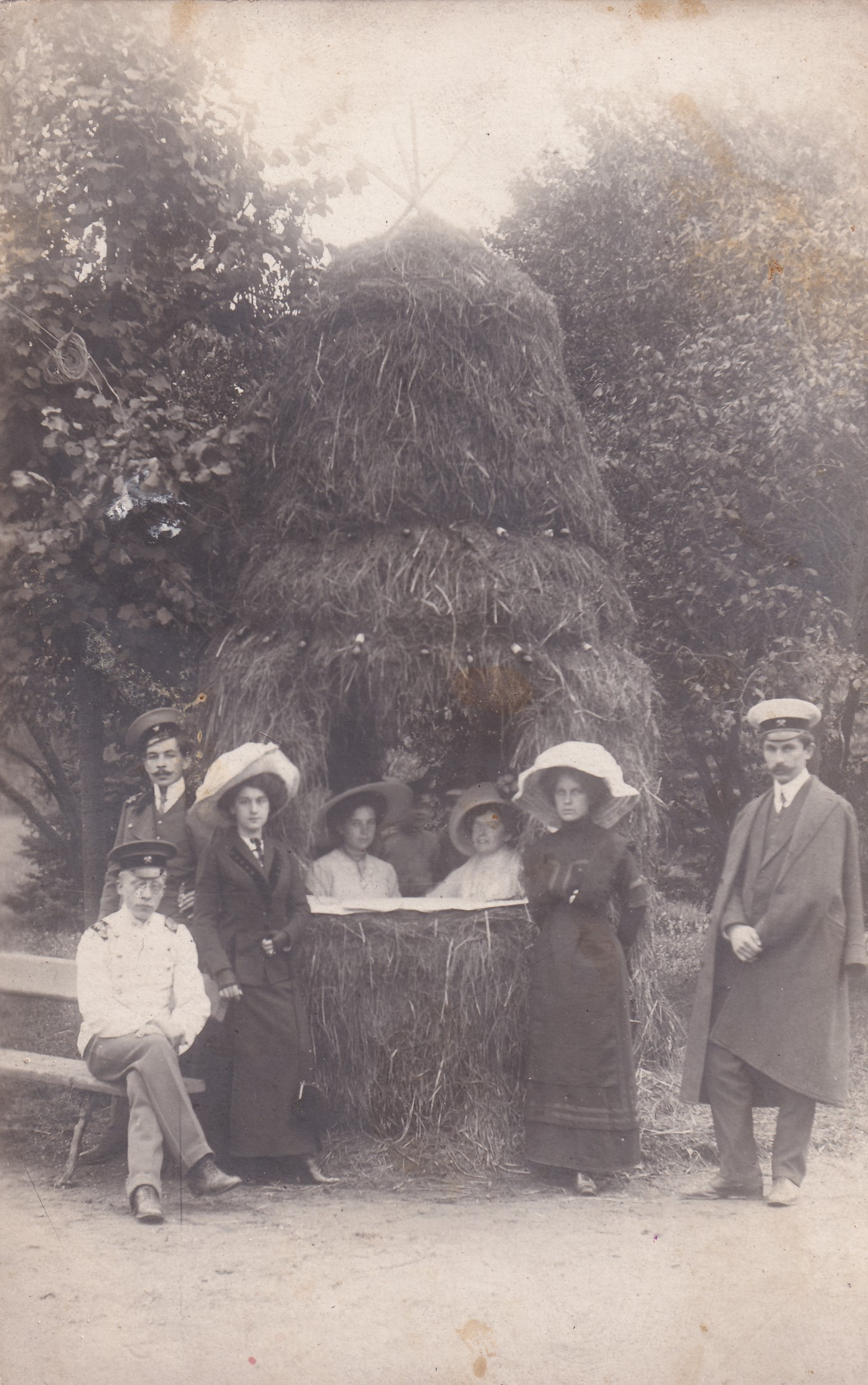
Witold Budryk Instytut Górniczy Cesarzowej Katarzyny II, Petersburg, 1909
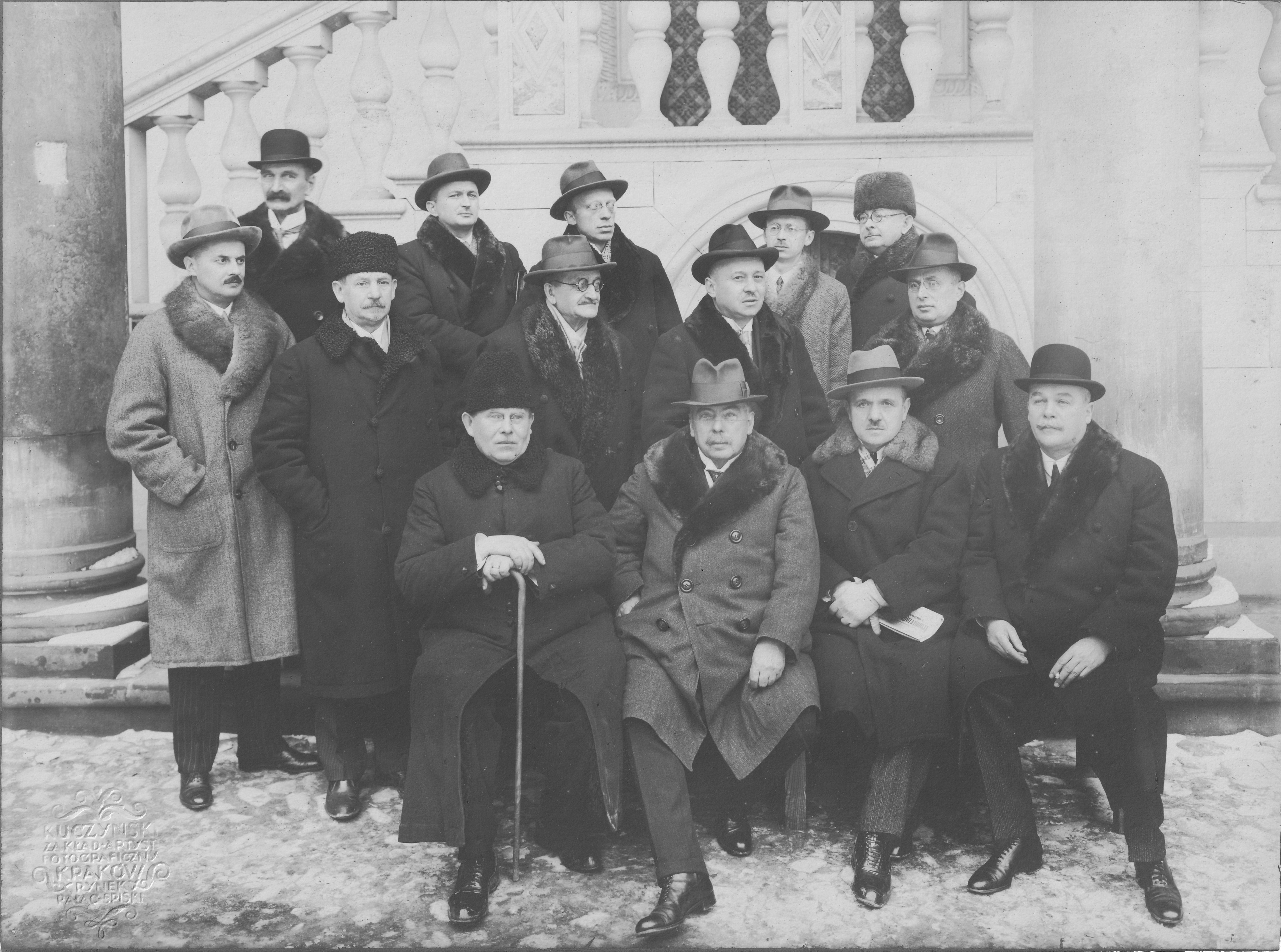
Witold Budryk z profesorami AGH przed wysyłką do obozu Sachsenhausen (6 listopada 1939)
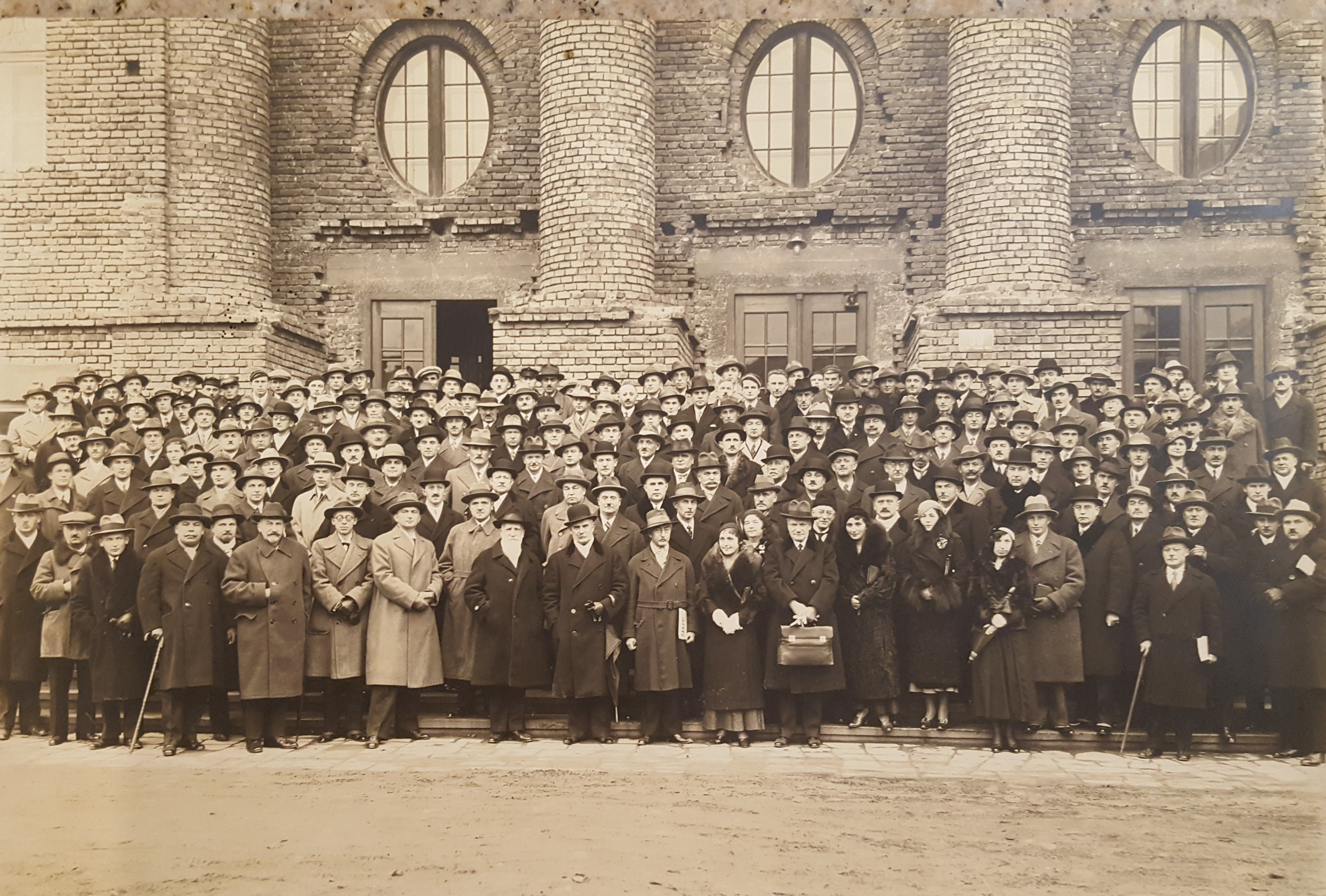
Prof. Witold Budryk z pracownikami przed budynkiem AGH, 1945
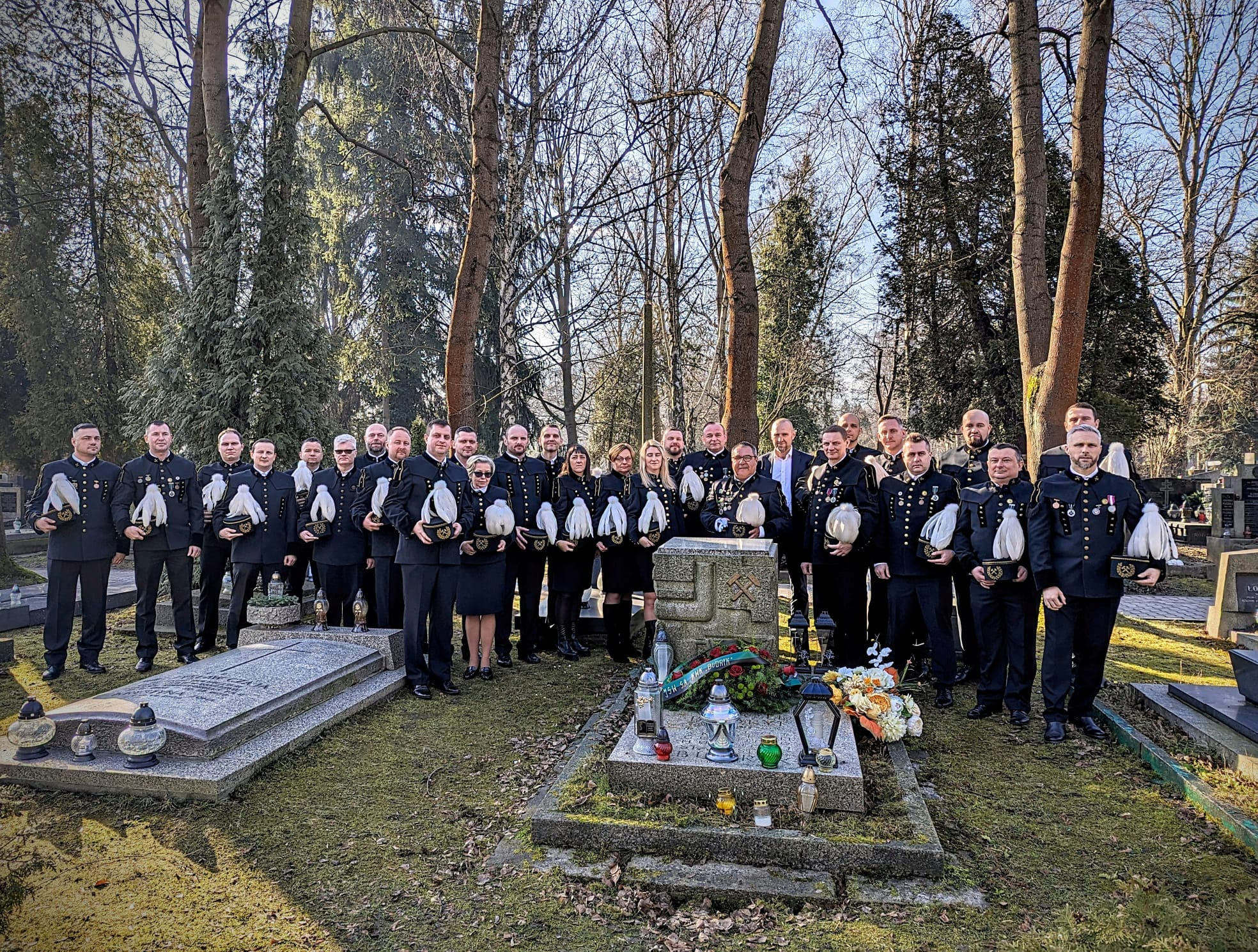
Trzydziestolecie KWK Budryk (8 marca 2024), delegacja górników przy grobie prof. Witolda Budryka i jego żony Stanisławy Orzechowskiej. Cmentarz Rakowicki w Krakowie – Aleja Zasłużonych

Odznaczony Krzyżem Komandorskim Orderu Odrodzenia Polski (1954), Złotym Krzyżem Zasługi (1946), Medal 10-lecia Polski Ludowej, Medal Zwycięstwa i Wolności 1945 (27.05.1949) Order Sztandaru Pracy I klasy, Brązowy Medal za Długoletnią Służbę.
Zasłużony Górnik Polskiej Rzeczypospolitej – tytuł honorowy (15.11.1958 – Uchwałą Rady Państwa)
Autor 120 prac naukowych z zakresu Górnictwa, autor patentów naukowych, między innymi patent „Sposób magnetycznego wzbogacenia rud żelaza” (24.01.1947)
Pochowany został na cmentarzu Rakowickim w Krakowie, w Alei Zasłużonych.

## Upamiętnienie
- Na Górnym Śląsku, na granicy Siemianowic Śląskich i Chorzowa istnieje osiedle Falklandy nazwane imieniem prof. Witolda Budryka.
- Poza tym w Siemianowicach Śląskich imię Prof. Witolda Budryka nadane jest Szkole Podstawowej nr 4 przy ulicy Marii Dąbrowskiej 10.
- Prof. Witold Budryk jest też patronem Szkoły Podstawowej nr 28, tzw. tysiąclatki, w Gliwicach przy ulicy ks. Marcina Strzody.
- Prof. Witold Budryk jest też patronem Szkoły Podstawowej w Chudowie, rok nadania patrona 1989
- Jego imieniem nazwano również uruchomioną w 1994 roku w Ornontowicach kopalnię Budryk[6], 8.03.2024 kopalnia „KWK BUDRYK” obchodziła uroczystości na uczelni AGH w Krakowie – 30 lecie działalności Kopalni imienia „Prof. Witolda Budryk”
- W Bełchatowie z kolei na cześć Witolda Budryka nazwano główną ulicę jednego z większych osiedli Binków.
- W Krakowie ulica Witolda Budryka znajduje się na Miasteczku Studenckim AGH.
- Na terenie uczelni AGH w Krakowie budynek A-4 Wydział Inżynierii Lądowej i Gospodarki Zasobami nasi nazwę prof. Witolda Budryka.
- Witold Budryk jest patronem jednej z komór w Kopalni Soli „Wieliczka” koło Krakowa, udostępnionej do zwiedzania w ramach trasy turystycznej – Komora solna Prof. Witolda Budryk

## Największe dzieła
- Depresja cieplna – 1929
- Górnictwo – 1944
- Podziemna eksploatacja pokładów węgla – 1952
- Zjawiska występujące na powierzchni  – 1955
- Pożary podziemne – 1956